# این آخرشه
این آخرشه (به انگلیسی: This Is the End) یک فیلم کمدی آخرالزمانی به کارگردانی و نویسندگی ست روگن و اوان گلدبرگ در اولین تجربه کارگردانی‌شان است. جیمز فرانکو، جونا هیل، ست روگن، جی باروشل، دنی مک‌براید، کریگ رابینسون، مایکل سرا و اما واتسون از بازیگران فیلم هستند. در این فیلم بازیگران در نقش‌های خودشان ظاهر می‌شوند. این آخرشه اقتباسی از فیلم کوتاه ست و جی در برابر قیامت (۲۰۰۷) به نویسندگی روگن و گلدبرگ و کارگردانی جیسون استون است.
این آخرشه نخستین بار در تاریخ ۳ ژوئن ۲۰۱۲ در تئاتر فاکس ویلیج به نمایش درآمد و در ۱۲ ژوئن توسط کلمبیا پیکچرز در سینماهای ایالات متحده اکران شد. فیلم با موفقیت تجاری و نقدهای مثبت منتقدان همراه بود و در برابر بودجه ۳۲ میلیون دلاری، ۱۲۶ میلیون دلار فروش رفت که در نتیجه ۵۰ میلیون دلار سود برای استودیو به همراه داشت.

## داستان
جی باروشل به لس آنجلس می‌رسد تا دوست قدیمی و همکار کانادایی اش ست روگن را ببیند که او را به مهمانی خانه نشینی که توسط جیمز فرانکو میزبانی شده بود دعوت می‌کند. در آنجا، جی در مهمانی شلوغ احساس ناراحتی می‌کند، بنابراین ست او را تا یک فروشگاه رفاه همراهی می‌کند، جایی که پرتوهای نور آبی ناگهان پایین می‌آیند و افراد زیادی را به آسمان می‌کشند، و باعث می‌شود ست و جی به خانه جیمز فرار کنند و مهمانی را سالم ببینند. سپس زمین‌لرزه رخ می‌دهد و جمعیت به بیرون هجوم می‌آورند و شاهد غرق شدن تپه‌های هالیوود هیلز در شعله‌های آتش هستند. مایکل سرا، که به شدت کوکائین مصرف می‌کند، با باز شدن چاله‌ای که خودش، ریانا، میندی کالینگ، جیسون سیگل، کریستوفر مینتس-پلس و مارتین استار را می‌بلعد. جونا هیل با جی برخورد می‌کند و او را به داخل سوراخ می‌اندازد، اما می‌تواند در حالی که جونا به داخل خانه می‌دود، به یک لبه نگه دارد. کارن دستیار جیمز به‌طور تصادفی توسط پل راد له می‌شود. عزیز انصاری که از یک چاله آویزان شده بود پای کوین هارت را می‌گیرد تا او را به سمت بالا بکشد اما عزیز دستش را بریده و در سوراخ می‌افتد. کوین نیز در حالی که سعی می‌کرد دست عزیز را از روی پایش بردارد، داخل سوراخ می‌افتد. جی تلاش می‌کند تا دیوید کرامهولتز را بالا بکشد اما در سوراخ انداخته می‌شود. جی جان سالم به در می‌برد و به خانه‌ای برمی‌گردد که ست، جیمز، جونا و کریگ رابینسون در حال تلاش برای رسیدگی به اتفاقات هستند. جی به آنها می‌گوید که زلزله بیشتر لس آنجلس را ویران کرده‌است. آنها سپس موجودی منابع خود را تهیه می‌کنند، یک سیستم جیره‌بندی راه اندازی می‌کنند، خانه را سوار می‌کنند و منتظر کمک هستند.
صبح روز بعد، دنی مک‌براید که مهمانی را خراب کرد و به خواب رفت، ابتدا از خواب بیدار می‌شود و به دلیل ناآگاهی از بحران، بیشتر غذا و آب گروه را هدر می‌دهد. او آنچه را که دیگران دربارهٔ وقایع شب قبل به او می‌گویند، باور نمی‌کند تا اینکه مردی در بیرون توسط موجودی غیب سر بریده می‌شود. تنش‌ها به دلیل درگیری‌های مختلف، از جمله بیگانگی فزاینده جی و ست و شک دیگران نسبت به اعتقاد جی به اینکه فاجعه ممکن است آخرالزمان پیش‌بینی‌شده در کتاب مکاشفه یوحنا باشد، افزایش می‌یابد. اما واتسون راه خود را به خانه جیمز برمی‌گرداند، اما به دلیل سوء تفاهم، او معتقد است که گروه قصد تجاوز به او را دارند و با آب باقی‌مانده گروه می‌روند.
کریگ به دنبال آب ذخیره شده در انبار جیمز می‌رود، اما با موجودی ناشناخته روبرو می‌شود و باعث می‌شود که نظریه جی را باور کند. جی و ست کف زمین را حفر می‌کنند و آب پیدا می‌کنند، اما دنی بیشتر آن را از روی کینه اتلاف می‌کند و بقیه او را تکفیر می‌کنند. قبل از رفتن، دنی فاش می‌کند که جی دو ماه قبل در شهر بوده‌است، اما به دلیل دوستی تیره آنها به جای ست، در یک هتل اقامت داشته‌است. در آن شب، یونا برای مرگ جی دعا می‌کند و توسط یک شیطان تسخیر می‌شود. ست و جیمز توسط یونا تسخیر شده مورد حمله قرار می‌گیرند، اما جی و کریگ جونا را تحت سلطه خود درآورده و او را می‌بندند. در طول تلاش برای جن‌گیری، جی و ست با هم دعوا می‌کنند و شمع را می‌کوبند، آتشی ایجاد می‌شود که جونا و خانه را فرا می‌گیرد و بقیه را مجبور به بیرون رفتن می‌کند.
جیمز پیشنهاد می‌کند به خانه‌اش در ملیبو برود، اما متوجه می‌شود که ماشینش توسط یک شیطان محافظت می‌شود. کریگ داوطلب می‌شود تا خود را قربانی کند و زمانی که نقشه موفق شد به بهشت ربوده می‌شود. دیگران متوجه می‌شوند که می‌توانند با انجام یک عمل فداکارانه خود را نجات دهند. در راه مالیبو، این سه با آدم خوارانی به رهبری دنی و گیپش، چنینگ تیتوم، روبرو می‌شوند. وقتی جیمز داوطلب می‌شود تا خود را قربانی کند، یک پرتو آبی شروع به کشیدن او به بهشت می‌کند، اما وقتی او به دنی طعنه می‌زند و توهین می‌کند، پرتو ناپدید می‌شود و دنی و دیگر آدم خواران جیمز را زنده می‌خورند در حالی که ست و جی فرار می‌کنند و با شیطان روبرو می‌شوند. جی از ست به خاطر اشتباهاتش عذرخواهی می‌کند در حالی که شیطان سعی می‌کند آنها را بخورد. یک پرتو به جی می‌زند و او شروع به صعود می‌کند در حالی که ست این کار را نمی‌کند. جی دست ست را می‌گیرد، اما حضور او مانع از صعود آنها به بهشت می‌شود. ست جی را مجبور می‌کند که او را پشت سر بگذارد که در نتیجه پرتو دیگری در اطراف ست ظاهر می‌شود.
این زوج به بهشت می‌رسند، جایی که دوباره با کریگ متحد می‌شوند، که به آنها می‌گوید که هر آرزویی برآورده می‌شود. پس از اینکه جی برای بکستریت بویز آرزو می‌کند، گروه «برگشت بک‌استریت» را در حالی که همه در بهشت می‌رقصند اجرا می‌کنند.

## بازیگران

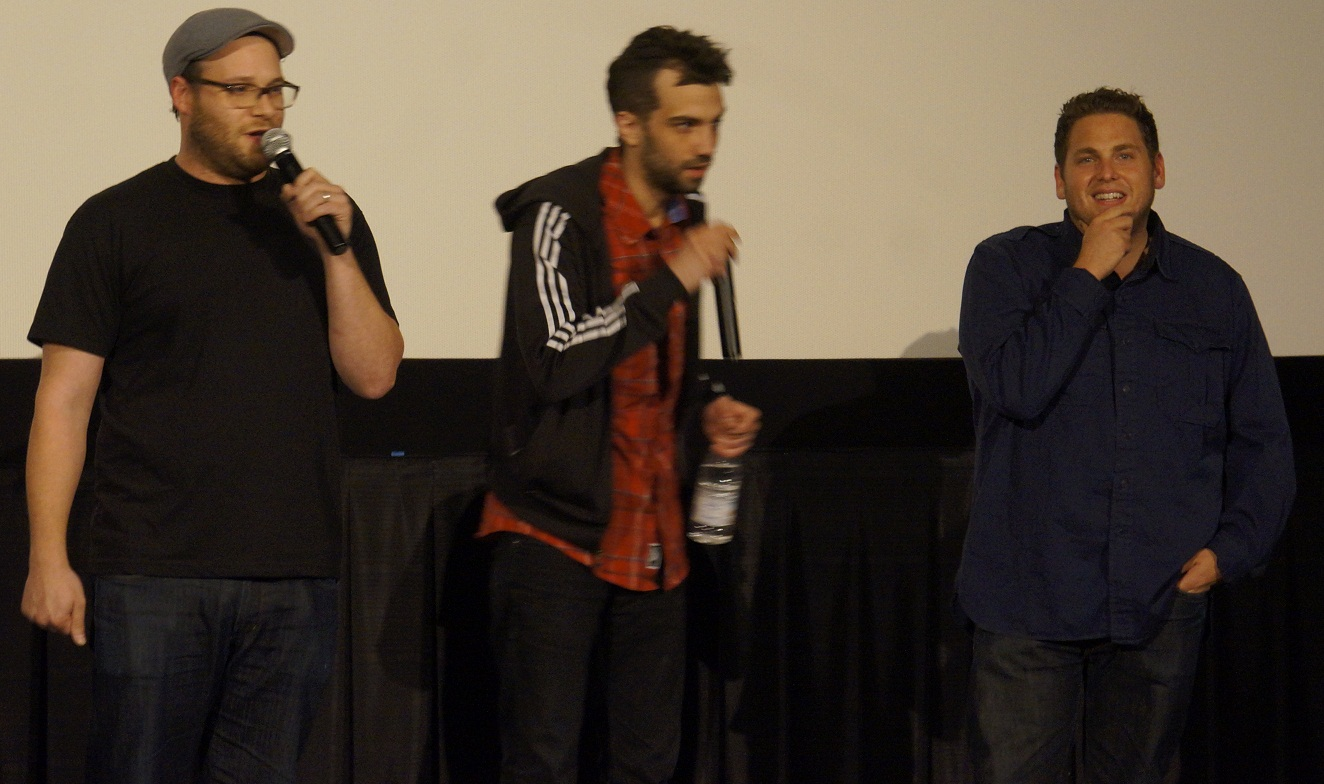
ست روگن، جی باروشل و جونا هیل در نمایش فیلم در ژوئن ۲۰۱۳

اکثر بازیگران در این فیلم نسخه‌های تخیلی و اغراق‌آمیز خود را به تصویر می‌کشند:
- جیمز فرانکو
- جونا هیل
- ست روگن
- جی باروشل
- دنی مک‌براید
- کریگ رابینسون
- مایکل سرا
- ریانا
- اما واتسون
- میندی کالینگ
- دیوید کرامهولتز
- کریستوفر مینتس-پلس
- مارتین استار
- پل راد
- چنینگ تیتوم
- کوین هارت
- عزیز انصاری
- بکستریت بویز
  - نیک کارتر
  - هاوی دوراو
  - برایان لیترل
  - ای. جی. مکلین
  - کوین ریچاردسون (موسیقی‌دان)
- اوان گلدبرگ (بی‌اعتبار)
- جیسون سیگل (بی‌اعتبار)
- کارول ساتن

علاوه بر این، برایان هاسکی بازمانده‌ای را به تصویر می‌کشد که تلاش می‌کند وارد خانه فرانکو شود و ریکی میب به عنوان یکی از آدم‌خواران مک براید ظاهر می‌شود که لباس بابا نوئل بر تن دارد. جیسون تراست در نقش JTRO ظاهر نشده‌است، شخصیتی که قبلاً در The FP (2011) به تصویر کشیده بود.

## جذب مخاطب
«این پایان است» در یک فضای سه‌بعدی خانه وحشت با عنوان «این پایان سه بعدی است» برای شب‌های ترسناک هالووین اقتباس شد.